# Маречкі
Маречкі (пол. Mareczki) — село в Польщі, у гміні Вонвольниця Пулавського повіту Люблінського воєводства.
Населення — 148 осіб (2011).

## Демографія
Демографічна структура станом на 31 березня 2011 року:
|          | Загалом | Допрацездатний вік | Працездатний вік | Постпрацездатний вік |
| -------- | ------- | ------------------ | ---------------- | -------------------- |
| Чоловіки | 71      | 16                 | 44               | 11                   |
| Жінки    | 77      | 12                 | 40               | 25                   |
| Разом    | 148     | 28                 | 84               | 36                   |